# Secondigné-sur-Belle
Secondigné-sur-Belle ist eine französische Gemeinde mit 487 Einwohnern (Stand: 1. Januar 2022) im Département Deux-Sèvres in der Region Nouvelle-Aquitaine. Sie gehört zum Arrondissement Niort und zum Kanton Mignon-et-Boutonne.

## Geographie
Secondigné-sur-Belle liegt etwa 21 Kilometer südsüdöstlich von Niort an der Belle. Umgeben wird Secondigné-sur-Belle von den Nachbargemeinden Brûlain im Norden, Périgné im Nordosten, Vernoux-sur-Boutonne im Osten, Séligné im Südosten, Brieuil-sur-Chizé im Süden, Chizé im Südwesten, Villiers-en-Bois im Südwesten und Westen sowie Les Fosses im Westen.

## Bevölkerungsentwicklung
| Jahr                       | 1962 | 1968 | 1975 | 1982 | 1990 | 1999 | 2006 | 2019 |
| Einwohner                  | 707  | 616  | 529  | 483  | 462  | 460  | 514  | 501  |
| Quellen: Cassini und INSEE |      |      |      |      |      |      |      |      |

## Sehenswürdigkeiten

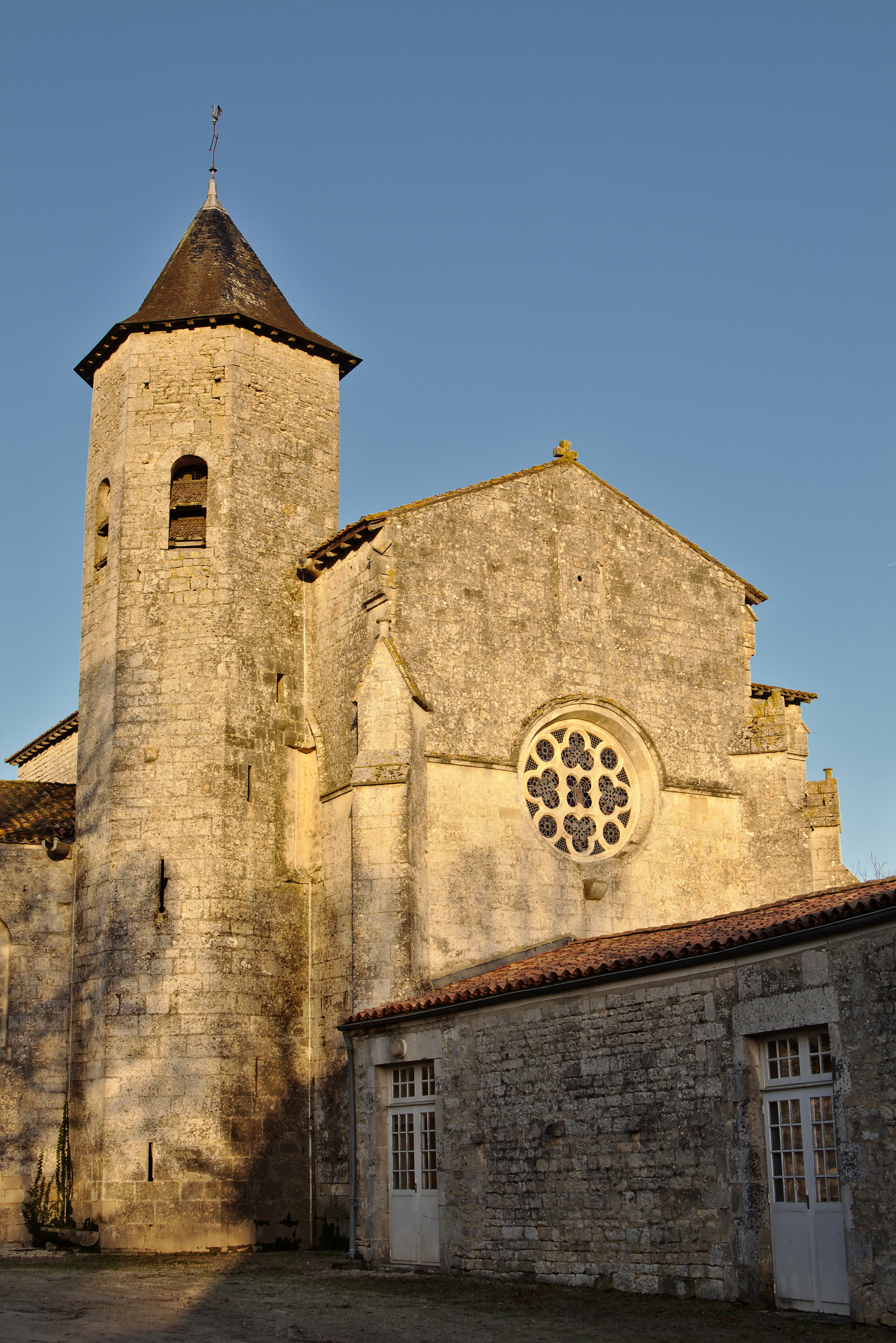
Kirche Saint-Pierre-ès-Liens

- Kirche Saint-Pierre-ès-Liens